# Withington, Herefordshire
Withington är en ort och civil parish i Storbritannien.   Den ligger i grevskapet Herefordshire och riksdelen England, i den södra delen av landet, 180 km väster om huvudstaden London. Withington ligger 72 meter över havet och antalet invånare är 1 325.
Terrängen runt Withington är huvudsakligen platt, men åt sydost är den kuperad. Runt Withington är det ganska tätbefolkat, med 93 invånare per kvadratkilometer. Närmaste större samhälle är Hereford, 7,3 km sydväst om Withington. Trakten runt Withington består till största delen av jordbruksmark.